# رون شيلتون
رون شيلتون (بالإنجليزية: Ron Shelton)‏ (و. 1945  م) هو مخرج أفلام، ولاعب كرة قاعدة، وكاتب سيناريو أمريكي، ولد في ويتير، لوس أنجليس، كاليفورنيا.

## التعليم
تعلم في جامعة أريزونا، وWestmont College ‏.

## جوائز وترشيحات
حصل على جوائز منها:
جوائز
- جائزة نقابة الكتاب الأمريكية

ترشيحات
- جائزة الأوسكار لأفضل كتابة

ترشح لـ:
- جائزة الأوسكار لأفضل كتابة "سيناريو أصلي"، عن عمل: Bull Durham [الإنجليزية]‏.

## وصلات خارجية
- رون شيلتون على موقع IMDb (الإنجليزية)
- رون شيلتون على موقع ألو سيني (الفرنسية)
- رون شيلتون على موقع أول موفي (الإنجليزية)
- رون شيلتون على موقع قاعدة بيانات الأفلام السويدية (السويدية)
- رون شيلتون على موقع إن إن دي بي (الإنجليزية)
- رون شيلتون على موقع ديسكوغز (الإنجليزية)
- رون شيلتون على موقع قاعدة بيانات الفيلم (الإنجليزية)
- رون شيلتون على موقع كينوبويسك (الروسية)